# Belotur

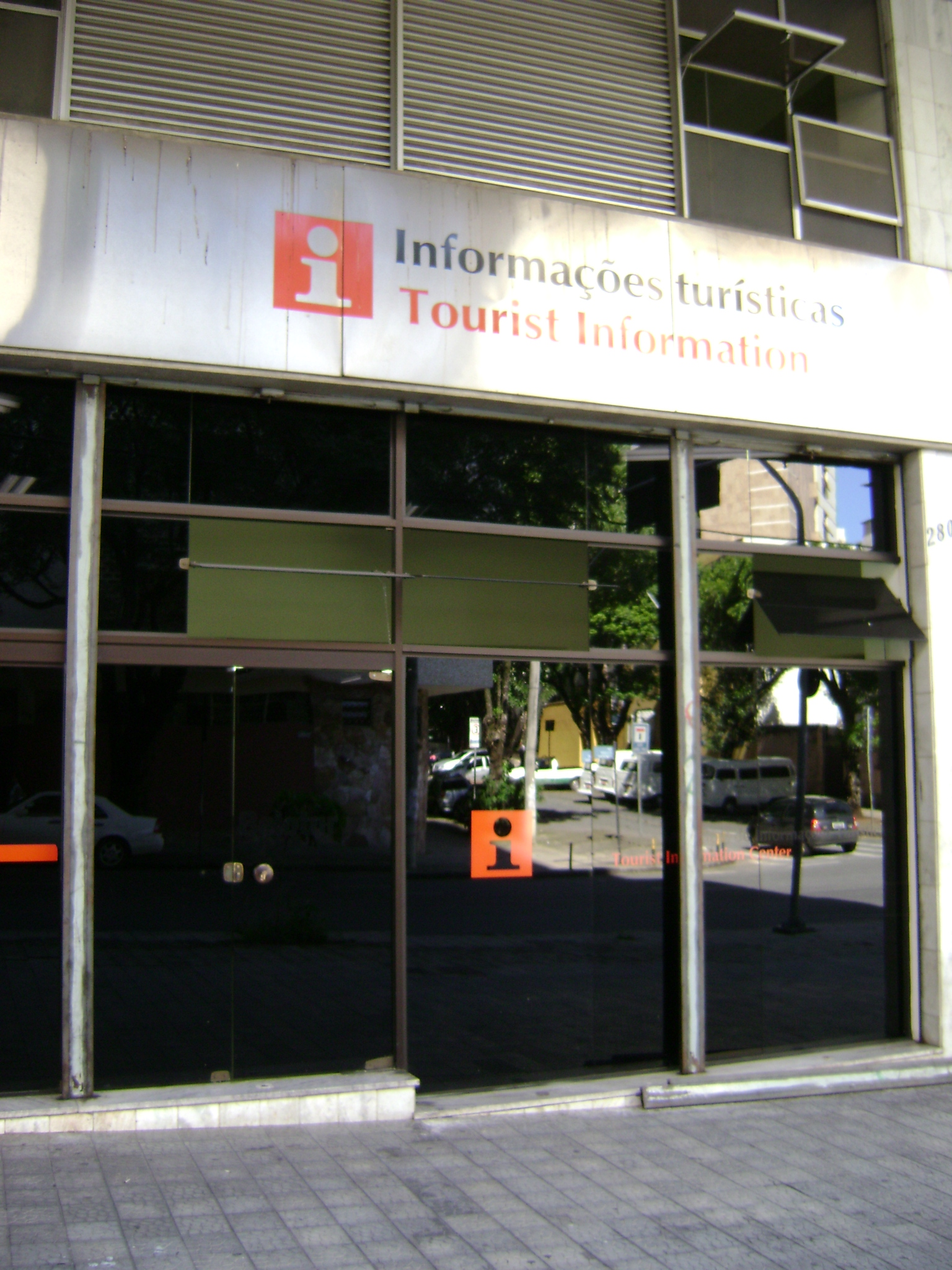
Entrada de uma agência da Belotur.

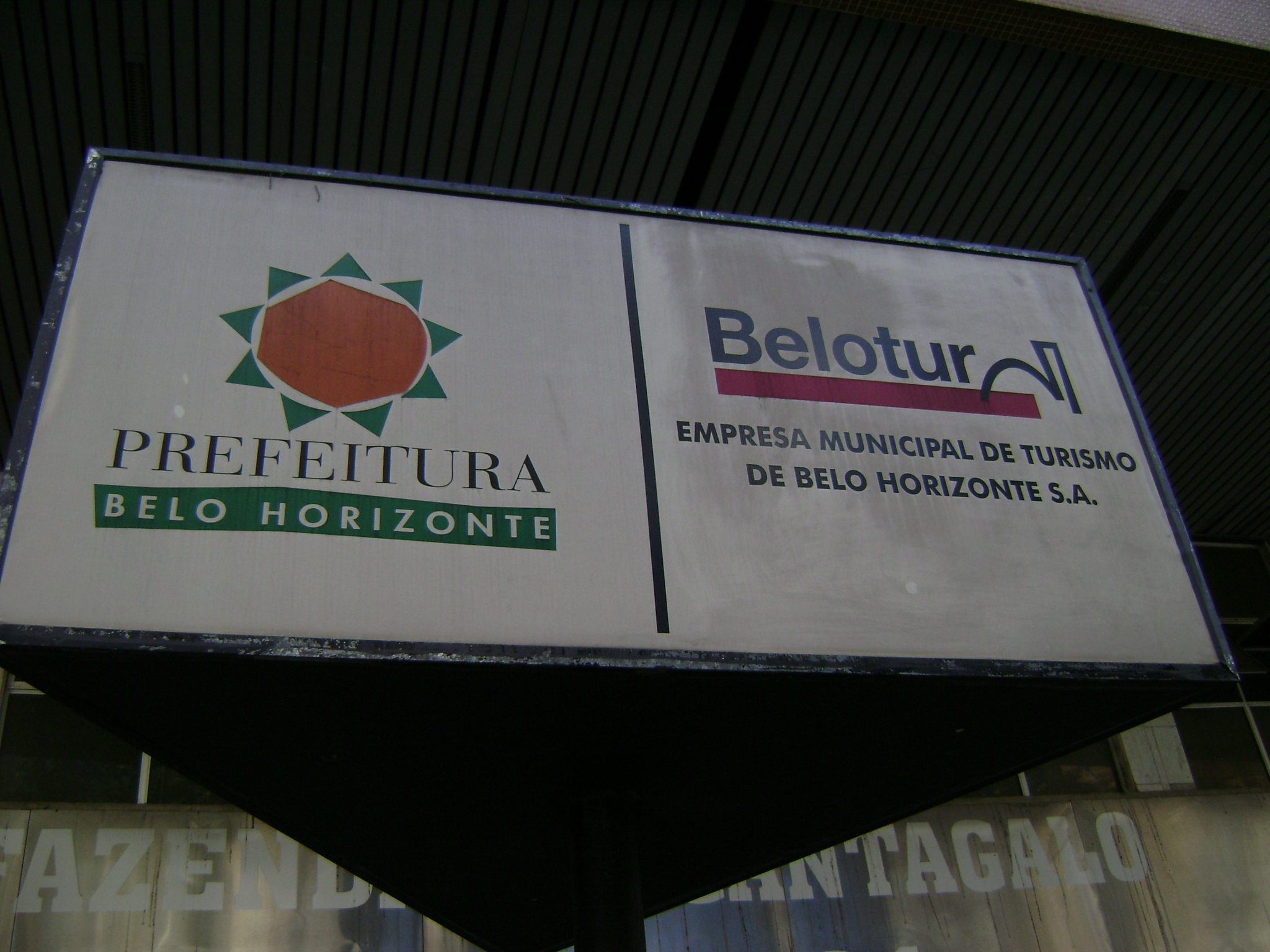
Placa indicativa da Belotur.

Belotur (cujo nome completo é Empresa Municipal de Turismo de Belo Horizonte S.A.) é uma empresa pública responsável pela divulgação do turismo na cidade de Belo Horizonte. Atualmente vinculada à Secretaria Municipal de Desenvolvimento da Prefeitura de Belo Horizonte, a Belotur atua não só na promoção turística, mas, principalmente, na gestão e no desenvolvimento do setor na cidade. Preside o Conselho Municipal de Turismo (COMTUR-BH), coordena e monitora o Plano de Desenvolvimento Integrado do Turismo Sustentável (PDITS-BH), que tem a participação das entidades públicas, privadas e da sociedade civil. Foi criada pela lei n° 3.237, de 11/08/80 e regulamentada pelo decreto n° 3.838, de 30/10/80.